# Hypselocara altissimum
Hypselocara altissimum is een spinnensoort uit de familie hangmatspinnen (Linyphiidae). De soort komt voor in Venezuela.